# Alaküla (Tartu)
Alaküla – wieś w Estonii, w prowincji Tartu, w gminie Kastre.

## Historia
Przed reformą estońskiej administracji samorządu lokalnego w 2017 roku wieś Alaküla należała do gminy Haaslava.